# Škratje (Tolkienova mitologija)
Škratje so namišljena rasa iz Tolkienove mitologije. V knjigah so omenjeni bolj malo; predvsem Gimli, ki je bil član bratovščine prstana. Škratje so dobri kovači in nekdaj so živeli v rudnikih Morije, do takrat, ko so ubili njihovega kralja. Vilini so jih pogosto imenovali za nečiste, zato Galadriel ni Gimliju dovolila, da bi z odprtimi očmi prispel v gozd.
Škratje so oblečeni v težke kovinske oklepe in so kar obilni in težki, četudi živijo in hodijo veliko počasneje kot npr. vilini.

## Maloškrati
Maloškrati naj bi izhajali od škratov, ki so jih v davnih dneh pregnali iz škratjih mest na vzhodu. Na zahod so prišli že veliko pred Morgorothovo vrnitvijo. Ker niso imeli gospodarja in jih je bilo malo, so težko nahajali rude in njihova kovaška spretnost in orožarna sta se krčili. Zato so se navzeli skrivaškega življenja in postali nekoliko manjših postav od svoj vzhodnih sorodnikov. Hodili so zgrbljenih pleč in s hitrimi, begotnimi korakci. A so bili, tako kot njihovi večji sorodniki, močnejši, kot je obetala njih postava. A naposled so izumrli in zadnji izmed njih so bili maloškrat Mîm s sinom Khîmom in sinom, katerega ime nam je neznano. Od teh treh pa je, čeprav je bil najstarejši, umrl zadnji Mîm. Zadnje domovanje maloškratov je bil Amon Rûdh.
Beleriandski vilini so jih v davnih časih klicali Nibin-nogrim, niso pa jih marali. Pa tudi maloškrati niso marali nikogar. Ravno tako, kot niso marali orkov in so se jih bali, niso marali Eldarjev, še sploh Izgnancev; kajti Noldorji so jim, tako so govorili, ukradli njihove domove in dežele. Maloškrati so bili tisti, ki so prvi ustanovili domovanje, potem imenovano Nargothrond in ga začeli kopati veliko prej, preden je prek Morja prišel Finrod Felagund.
Maloškrati so najpodrobneje opisani v Hurinovih otrocih.